# Helmuth Wilberg

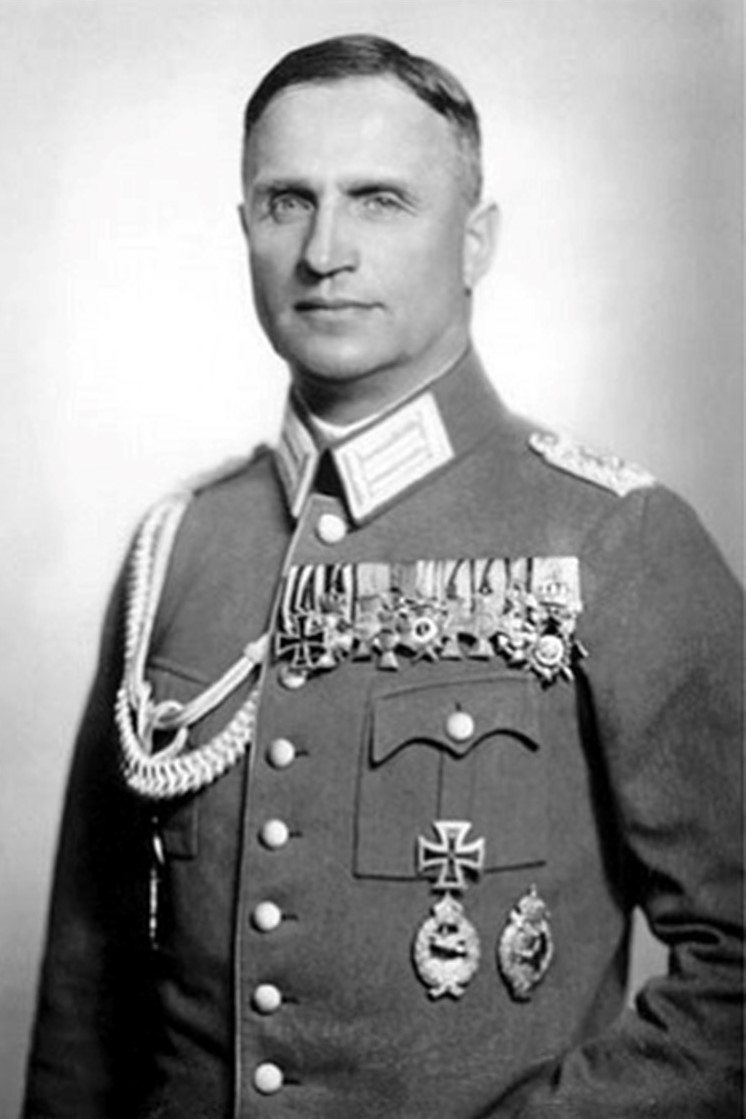
Helmuth Wilberg

Helmuth Christian Wilberg (* 1. Juni 1880 in Berlin; † 20. November 1941 bei Dresden) war ein deutscher General der Flieger der Luftwaffe während des Zweiten Weltkriegs.

## Familie
Wilberg, Sohn des Malers Christian Wilberg, war durch seine Mutter gemäß den NS-Rassegesetzen „Halbjude“, wurde aber 1935 vom Regime zum „Arier“ erklärt. Er hatte bereits zu diesem Zeitpunkt eine so wichtige Schlüssel-Position beim Aufbau der Luftwaffe eingenommen, dass er im Hinblick auf die Kriegsziele des NS-Regimes „unverzichtbar“ geworden war.

## Militärischer Werdegang
Wilberg trat aus dem Kadettenkorps kommend am 18. April 1899 mit dem Charakter als Fähnrich in das Füsilier-Regiment „von Gersdorff“ (Kurhessisches) Nr. 80 ein und wurde am 27. Januar 1900 zum Leutnant befördert. Ab 1906 arbeitete er als Ausbilder an den Kadettenanstalten Naumburg und Groß-Lichterfelde. Am 18. Oktober 1909 wurde er zum Oberleutnant befördert. 1911 verfasste er die Ausarbeitung: Die „Fliegeraufklärung im Kaisermanöver 1911, ihr Wert und Einfluß auf die Führung im Vergleich zur Kavallerieaufklärung“. 1913 meldete er sich zur Fliegertruppe, und wurde einer der ersten deutschen Militär-Flugzeugführer. Zu Beginn des Ersten Weltkrieges war er Hauptmann und Führer der Feldfliegerabteilung 11. Später diente er als Kommandeur der Flieger (Kofl) der 4. Armee. Für sein Wirken während des Krieges wurden ihm neben beiden Klassen des Eisernen Kreuzes das Ritterkreuz des Königlichen Hausordens von Hohenzollern mit Schwertern, der Bayerische Militärverdienstorden IV. Klasse mit Schwertern, das Mecklenburgische Militärverdienstkreuz sowie das Kreuz für Auszeichnung im Kriege II. Klasse und von den Verbündeten das Österreichische Militärverdienstkreuz III. Klasse mit der Kriegsdekoration, der Eiserne Halbmond und das Ritterkreuz IV. Klasse, II. Stufe des Bulgarischen Militärordens für Tapferkeit verliehen.
Nach Kriegsende wurde er in die Reichswehr übernommen. Dort war er bis 1927 im Reichswehrministerium und im Truppenamt beschäftigt, zuletzt als Leiter des Luftschutzreferats. 1923 nahm er an der Einweihung des Fliegerdenkmals auf der Wasserkuppe teil. Anschließend kam er zum 18. Infanterie-Regiment, in dem er als Oberstleutnant ein Bataillon führte. Von 1929 bis 1932 war er Standortkommandant von Breslau, bis er als Generalmajor verabschiedet wurde.
Bereits seit 1920 wirkte er im Geheimen am Aufbau der Luftwaffe mit. So war er Referatsleiter des im März 1920 eingerichteten Luftfahrtreferat (TA (L)) im Truppenamt. Die Unterhaltung von Luftstreitkräften war Deutschland aufgrund der Festlegungen des Versailler Vertrages von 1919 verboten. Erst zum 1. Januar 1923 erhielt Deutschland seine Lufthoheit zurück. Das wurde zum Anlass genommen, die noch bestehenden Flugzeugunternehmen zu bewegen, auch den militärischen Flugzeugbau wieder aufzunehmen. In der Umsetzung dieser Aufgabenstellung war Wilberg eingebunden. 1934 trat er dann offiziell in die Luftwaffe ein. Wilberg wurde anfangs als Abteilungsleiter im Reichsluftfahrtministerium eingesetzt. Er übernahm 1935 den Aufbau der Luftkriegsschule in Werder an der Havel, später der Höheren Luftwaffenschule in Berlin. Er gilt als einer der Strategen des Blitzkriegs und beeinflusste wesentlich die deutsche Luftkriegsdoktrin. Ab Juli 1936 stellte er, unter strengster Geheimhaltung, den „Sonderstab W“ auf, der als erste militärische Leitungsgruppe für den Einsatz der Legion Condor im Spanischen Bürgerkrieg fungierte. Unter seiner Organisation wurden ab 27. Juli 1936 die ersten Einheiten nach Spanien in Marsch gesetzt, ohne dass bereits eine offizielle Entscheidung durch Adolf Hitler verkündet war. Ziel war es auf spanischem Territorium wichtige Elemente des kriegsmäßigen Einsatz der deutschen Luftwaffe zu erproben und wissenschaftlich zu begleiten, um deren Erfolgsaussichten richtig einschätzen zu können. Im November 1936 übernahm dann der eigentliche Führungsstab unter Generalmajor Hugo Sperrle (1885–1953) diese Position. Hier erfolgte die Koordination der militärischen Vorgehensweise zwischen dem Stab der Franco-Truppen in Salamanca und dem italienischen Führungsstab. In diesem Sinne wurde bereits ab 1937 mehrfach völkerrechtswidrige Angriffe auf die Zivilbevölkerung geflogen. Luftwaffenexperten vor Ort dokumentierten und stellten Verbesserungsvorschläge an die Rüstungsindustrie durch. Im März 1938 wurde Wilberg unter Verleihung des Charakters als General der Flieger verabschiedet. Bei der Mobilmachung für den Überfall auf Polen wurde Wilberg reaktiviert und als Leiter des Höheren Fliegerausbildungskommandos 4 eingesetzt. Er kam am 20. November 1941 bei einem Flugzeugabsturz – auf dem Weg zur Beerdigung von Ernst Udet – nahe Dresden ums Leben.